# Heinz Müller (calciatore 1978)
Heinz Müller (Francoforte sul Meno, 30 maggio 1978) è un ex calciatore tedesco, di ruolo portiere.
Il 30 giugno 2014 scadde il suo contratto con il Magonza: Müller voleva rinnovare e pretendeva un contratto a tempo indeterminato, ma il club oppose un rifiuto. Pertanto l'estremo difensore citò la società in tribunale e la sentenza di primo grado, arrivata il 25 marzo 2015, gli diede ragione: secondo la giudice Ruth Lippa gli sportivi vanno considerati come tutti gli altri lavoratori e hanno quindi diritto, dopo due anni di lavoro, a un contratto a tempo indeterminato.